# José María Yurrebaso
José María Yurrebaso (né le 11 octobre 1955 à Urretxu) est un coureur cycliste espagnol, professionnel de 1979 à 1992.

## Biographie
Spécialiste du cyclo-cross, il devient champion d'Espagne à trois reprises. Il participe quatre fois aux championnats du monde de cette discipline où son meilleur résultat est une douzième place en 1979. Il fait également carrière sur route jusqu'en 1981 où il réalise sa meilleure performance en remportant une étape du Tour d'Espagne.

## Palmarès en cyclo-cross
- 1977
  - Cyclo-cross d'Igorre
- 1979
  -  Champion d'Espagne de cyclo-cross
- 1982
  - 2e du championnat d'Espagne de cyclo-cross
- 1983
  - Cyclo-cross d'Igorre
  - 3e du championnat d'Espagne de cyclo-cross
- 1984
  - 2e du championnat d'Espagne de cyclo-cross
- 1985
  - 2e du championnat d'Espagne de cyclo-cross
- 1986
  - 2e du championnat d'Espagne de cyclo-cross
- 1987
  - Cyclo-cross d'Igorre
- 1988
  - 3e du championnat d'Espagne de cyclo-cross
- 1989
  -  Champion d'Espagne de cyclo-cross
- 1990
  -  Champion d'Espagne de cyclo-cross

## Palmarès sur route

### Par année
- 1981
  - 8ea étape du Tour d'Espagne

### Résultats sur les grands tours

#### Tour d'Espagne
3 participations
- 1979 : abandon (19e étape)
- 1980 : abandon (10e étape)
- 1981 : abandon, vainqueur de la 8ea étape

## Palmarès en VTT
- 1990
  -  Champion d'Espagne de cross-country